# Prokop Voskovec starší
Prokop Voskovec starší (8. září 1893 Vilnius, Litva, Ruské impérium – 1977 Československo) byl český překladatel z ruštiny a francouzštiny.

## Život
Narodil se do rodiny kapelníka Viléma Wachsmanna (1864–1945) a Jiřiny rozené Pinkasové (1867–1939), dcery českého malíře Soběslava Pinkase. Do roku 1904 Prokop s rodiči a sestrou Adrienou (později užívala jmého Olga) pobýval v Rusku, poté všichni bydleli u babičky v Praze. V Čechách se manželům Wachsmannovým narodil druhý syn Jiří.
V české metropoli Prokop navštěvoval gymnázium. Po maturitě začal studovat na právnické fakultě Karlo-Ferdinandovy univerzity. V roce 1914 byl krátce vězněn kvůli ruskému občanství. Během první světové války pobýval pod policejním dozorem v Kostelci nad Černými lesy u svého strýce. Ve studiu práv pokračoval soukromě. Po skončení války promoval na právnické fakultě a získal titul JUDr. Roku 1921 si celá rodina původní příjmení Wachsmann (variantně Vaksman) změnila na Voskovec.
V meziválečné době několik let pracoval v Labské paroplavební společnosti v Hamburku, poté byl zaměstnán v Praze v Báňské a hutní společnosti. V závěru druhé světové války, konkrétně na podzim 1944, byl internován v koncentračním táboře Svatobořice. V roce 1962 oslepl na jedno oko.
Překládal z ruštiny a francouzštiny, okrajově také z angličtiny.

## Literární dílo – překlady
Překlady z ruštiny
- Avarin, Vladimir Jakovlevič: Boj o Tichý oceán (LF, Praha, Mír 1951)
- Dostojevskij, Fjodor Michajlovič: Bratři Karamazovi (4 díly, Praha, Odeon 1965; Praha, Odeon 1980)
- Gogol, Nikolaj Vasiljevič: Povídky (VP, Praha, Odeon 1975, + další Ervína Moisejenková, Jarmila Fromková, Petr Křička, Anna Nováková)
- Gončarov, Ivan Aleksejevič: Oblomov (Praha, SNKLHU 1956; Praha, SNKLHU 1957)
- Saltykov-Ščedrin, Michail Jevgrafovič: Golovlevské panstvo (R, 2. vydání Praha, Odeon 1974)
- Tolstoj, Lev Nikolajevič: Povídky o válce a lidech (VP, Praha, SNKLHU 1954)
- Turgeněv, Ivan Sergejevič: Otcové a děti (R, Praha, Odeon 1970; Praha, Odeon 1975)
- Zlobin, Stepan Pavlovič: Ostrov Bujan (R, Praha, Mír 1950)
- Zlobin, Stepan Pavlovič: Štěpán Razin (R, Praha, SNKLHU 1953)

Překlady z francouzštiny:
- Balzac, Honoré de: Šuani (R, in: Šuani / Temný příběh, Praha, Odeon 1969)
- Balzac, Honoré de: Temný příběh (R, in: Šuani / Temný příběh, Praha, Odeon 1969)
- Carrington /Carringtonová/, Leonora: Dole (R [autobiografie], Praha – Liberec, Dauphin 1997)
- Casanova, Giacomo: Historie mého života (paměti, Praha, Odeon1968, + Anna Šabatková, Ivan Sviták, Jindřich Pokorný, Josef Polišenský)
- Dorgelès, Roland: Dřevěné kříže (R, Praha, Naše vojsko 1970)
- Jarry, Alfred: Král Ubu (D, Praha, Dilia 1966)
- Jarry, Alfred: Skutky a názory doktora Faustrolla, patafysika (R, parodie, Praha, Herrmann a synové 1996)
- Lautréamont, comte de: Zpěvy Maldororovy (BB, Praha, Odeon 1967; in: Souborné dílo. Zpěvy Maldororovy. Poesie. Dopisy, Praha, Kra 1993, + Petr Turek [Poesie, Dopisy])
- Malot, Hector Henri: Bez domova (R, Praha, Státní nakladatelství dětské knihy 1960)
- Proust, Marcel: Hledání ztraceného času. Svět Swannových (R, Praha, Odeon 1979)
- Proust, Marcel: Hledání ztraceného času. Ve stínu kvetoucích dívek (R, Praha, Odeon 1979)

Překlady z angličtiny:
- Stevenson, Robert Louis: Ostrov pokladů (Treasure Island; R, Praha, SNKLHU 1954; Praha, SNKLHU 1957, + Marie Fantová)